# Isla Seal Dog Pequeña
La Isla Seal Dog Pequeña (en inglés: Little Seal Dog Island) es un islote deshabitado de las Islas Vírgenes Británicas en el Caribe. Se encuentra en un pequeño subgrupo de islas conocidas como las Islas del perro (Dog Islands), o más comúnmente, "Los Perros" (The Dogs). Los islotes en el archipiélago incluyen a Great Dog, East Seal Dog y George Dog, todas los cuales están al noroeste de Virgen Gorda.